# John M. Newman
John M. Newman (* 20. Dezember 1950 in Dayton, Ohio) ist ein ehemaliger Major der US-Army, Hochschullehrer und Buchautor.

## Leben
Newman studierte an der George Washington University und erwarb dort 1973 einen Bachelor in Chinesischen Studien, 1976 einen Master in Ostasien-Wissenschaften und 1992 einen Doktortitel in moderner fernöstlicher Geschichte mit einer Arbeit über John F. Kennedys Beziehungen zu Vietnam, für die er zahlreiche Dokumente der John F. Kennedy Presidential Library auswerten konnte.
Von 1974 bis 1994 diente er außerdem im Geheimdienst der US-Armee als „U.S. military intelligence officer“ und war speziell in Thailand, den Philippinen und Japan eingesetzt. 1987 bis 1989 war er Assistent des Direktors der National Security Agency und 1989 bis 1990 Attaché in China.
Nach dem Ende seiner militärischen Laufbahn lehrte Newman von 1992 bis 2012 an der University of Maryland. Seit Januar unterrichtet er an der James Madison University. 

## Buch über Lee Harvey Oswald und die CIA
Aufsehen erregte Newman 1995 mit seinem Buch über die Beziehungen des mutmaßlichen Kennedy-Mörders Lee Harvey Oswald zur CIA. Er wertete dafür 250.000 Seiten von Regierungsdokumenten aus und kam zu dem Ergebnis, dass die CIA ein starkes operatives Interesse an Oswald hatte – von dem Tag an, als er 1959 in die Sowjetunion überlief. Die Fachzeitschrift Publishers Weekly schrieb am Schluss ihrer Rezension: „This heavily annotated tome, which reads like an intricate spy thriller, serves as a corrective to Norman Mailer's Oswald's Tale.“ („Dieser mit zahlreichen Anmerkungen versehene Band, der sich wie ein komplizierter Spionagethriller liest, dient als Korrektiv zu Norman Mailers Oswald's Tale“). Norman Mailer hatte für sein Buch Oswald’s Tale: An American Mystery, das im selben Jahr erschien, vor allem Dokumente des KGB und des FBI studieren können.
Newman geht zwar nicht direkt auf das Attentat auf John F. Kennedy ein, stellt jedoch aufgrund seiner umfangreichen Kenntnis des Materials die These auf, dass James Angleton, der bei der CIA die Spionageabwehr leitete, wahrscheinlich die Schlüsselfigur bei der Ermordung des Präsidenten war. Er hatte zudem als Einziger die Macht, anschließend deren Aufklärung zu behindern, indem er durch seine Position immer die oberste Priorität der „Nationalen Sicherheit“ betonen konnte, zumal damals die reale Gefahr eines „Dritten Weltkriegs“ bestand:
„In my view, whoever Oswald's direct handler or handlers were, we must now seriously consider the possibility that Angleton was probably their general manager. No one else in the Agency had the access, the authority, and the diabolically ingenious mind to manage this sophisticated plot. No one else had the means necessary to plant the WWIII virus in Oswald's files and keep it dormant for six weeks until the president's assassination. Whoever those who were ultimately responsible for the decision to kill Kennedy were, their reach extended into the national intelligence apparatus to such a degree that they could call upon a person who knew its inner secrets and workings so well that he could design a failsafe mechanism into the fabric of the plot. The only person who could ensure that a national security cover-up of an apparent counterintelligence nightmare was the head of counterintelligence.“
„Wer auch immer Oswalds direkte Vorgesetzte waren, so müssen wir aus meiner Sicht jetzt ernsthaft die Möglichkeit in Betracht ziehen, dass Angleton wahrscheinlich ihr Generalmanager war. Niemand sonst in der CIA hatte den Zugang, die Autorität und den diabolisch genialen Verstand, um diese teuflische Verschwörung zu managen. Niemand sonst hatte die nötigen Mittel, um den Virus des Dritten Weltkriegs in Oswalds Akten zu pflanzen und dort sechs Wochen bis zur Ermordung des Präsidenten ruhen zu lassen. Wer auch immer diejenigen waren, die letztendlich für die Entscheidung, Kennedy zu töten, verantwortlich waren: ihre Reichweite erstreckte sich so weit in den nationalen Geheimdienstapparat hinein, dass sie eine Person anrufen konnten, die dessen innere Geheimnisse und Funktionsweisen so gut kannte, dass sie einen sicheren Mechanismus entwickeln konnte, um den Plan zu fabrizieren. Die einzige Person, die sicherstellen konnte, dass die nationale Sicherheit einen scheinbaren Albtraum der Spionageabwehr vertuscht, war der Leiter der Spionageabwehr.“

## Publikationen
- JFK and Vietnam: Deception, Intrigue, and the Struggle for Power, New York: Warner Books 1992; ISBN 0-446-51678-3 – Neuausgabe bei CreateSpace Independent Publishing Platform, 2017
- Oswald and the CIA: The Documented Truth About the Unknown Relationship Between the U.S. Government and the Alleged Killer of JFK, New York: Carroll & Graf 1995; ISBN 978-0-7867-0131-5 – Erweiterte Neuausgabe New York: Skyhorse Publishing 2008; ISBN 978-1-60239-253-3
- mit John M. Schmalbach, United States History: Preparing for the Advanced Placement Examination (SOE Curriculum Lab), Amsco Pubn 1998; ISBN 978-1567656022
- Quest for the Kingdom: The Secret Teachings of Jesus in the Light of Yogic Mysticism, 2011
- Where Angels Treat Lightly: The Assassination of President Kennedy, Volume 1, CreateSpace Independent Publishing Platform, 2015; ISBN 978-1478302414